# Yanagisawa Kien

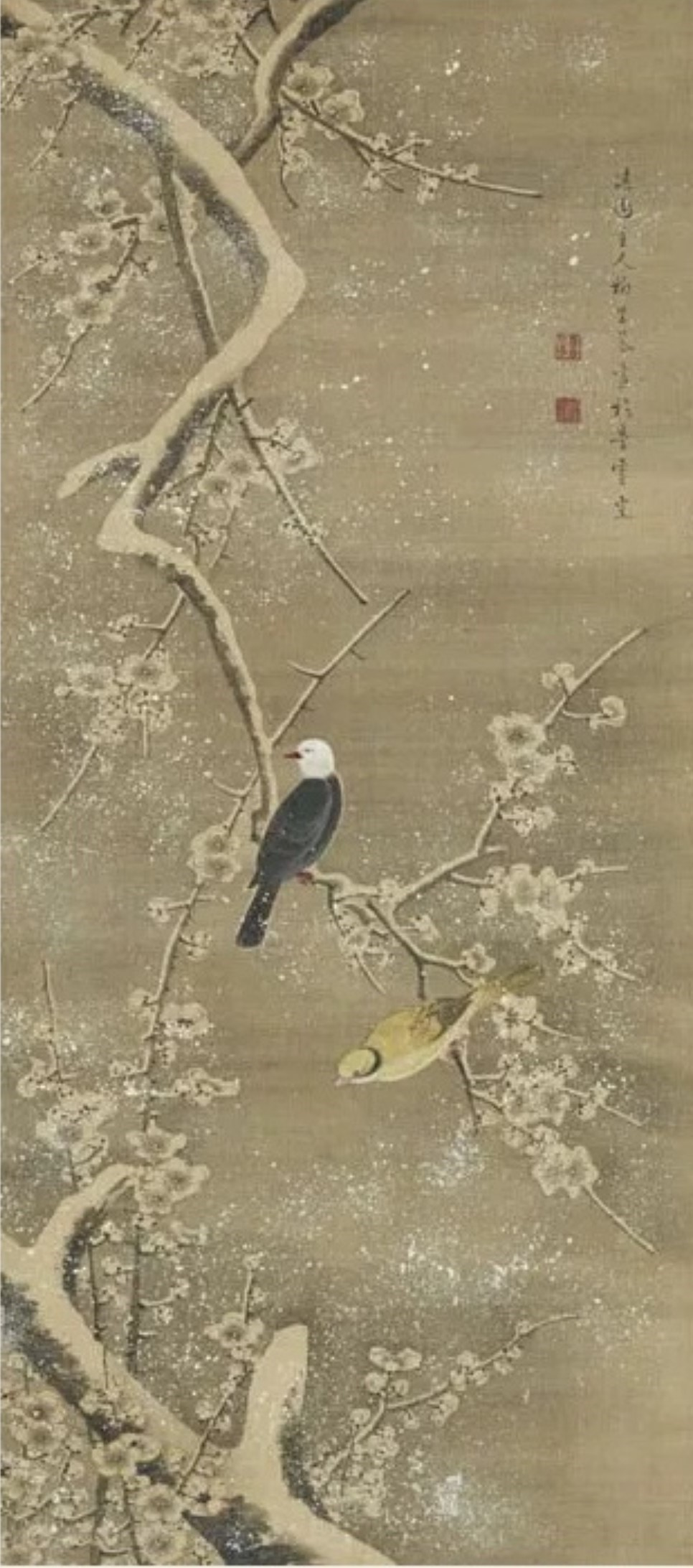
Vögel auf Zweigen im Winter

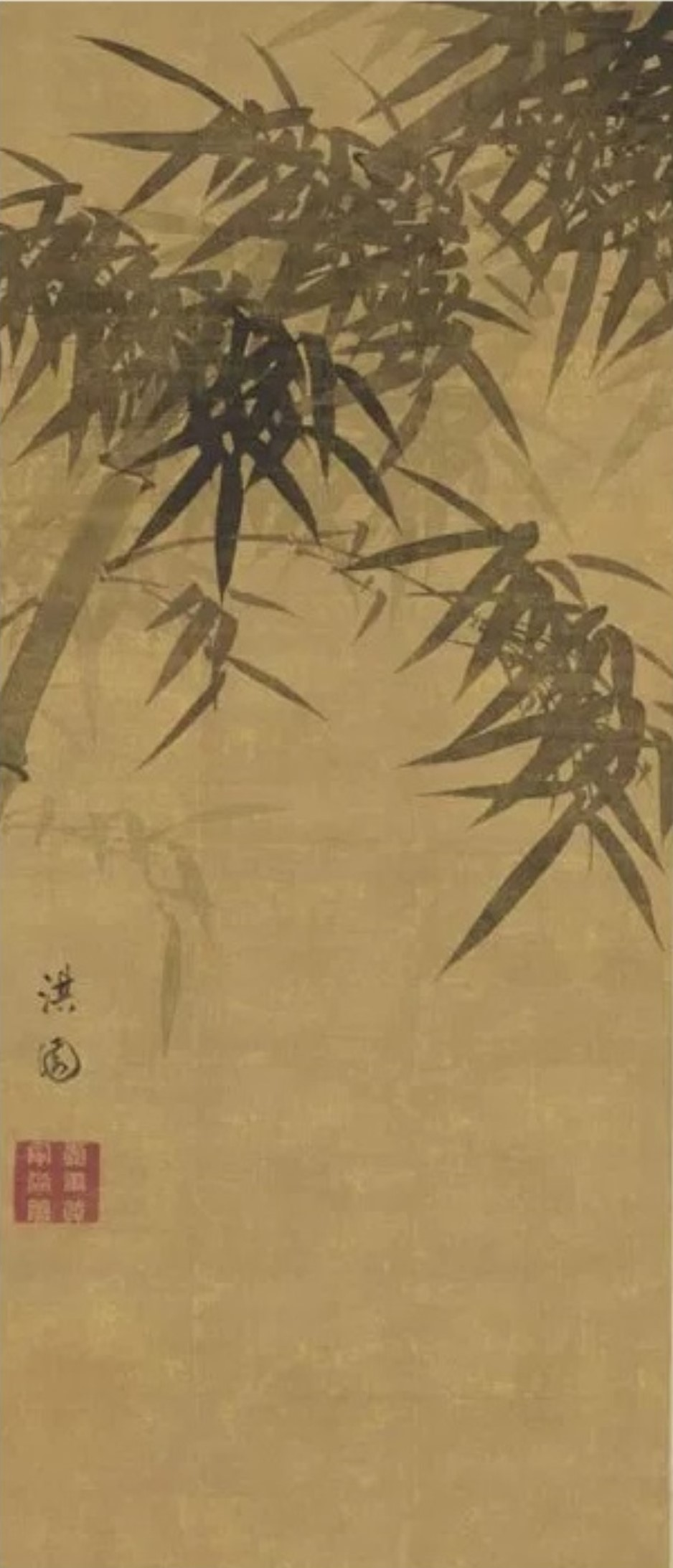
Bambus

Yanagisawa Kien (japanisch 柳沢 淇園, eigentlicher Vorname: Rikyō (里恭), weitere Künstlernamen: Chikkei (竹渓), Gyokkei (玉桂); geb. 30. August 1703 in Edo; gest. 6. Oktober 1758 in Kōriyama) war ein japanischer Maler und Mitbegründer der Nanga-Richtung in Japan.

## Leben und Werk
Yanagisawas Vater war einer der wichtigsten Gefolgsleute der Yanagisawa, der wohlhabenden und einflussreichen Fürsten von Kōriyma. Yanagisawa Kien lebte zunächst in Edo, wo er sich schon im Alter von neun Jahren für die Malerei interessierte. Seine Ausbildung begann er bei einem Maler der Kanō-Schule, wurde dann aber Schüler von Watanabe Shūseki (渡辺 秀石; 1636–1707), einem Maler der Nagasaki-e-Richtung. Später studierte er die Nanga-Malerei unter Gion Nankai. Er entwickelte eine Beziehung zu den Zen-Mönchen der Ōbaku-Richtung des Buddhismus, die ihn wohl zur Beschäftigung mit der chinesischen Malerei der Yuan-Zeit und Ming-Zeit anregten. Offensichtlich kannte er das Malereihandbuch des Senfkorngartens. 1727 zog er nach Kōriyama, wo er bis zum Lebensende blieb.
Yanagisawa Kien wurde nachhaltig vom Konfuzianisten Ogyū Sorai beeinflusst, der den herrschenden Yanagisawa diente. Kien war auch Essayist und soll in allen 16 Fächern der klassischen Bildung hervorragend gewesen sein, also in Kalligrafie, Schwert-Kennerschaft, Dichtkunst, Teezeremonie, Malerei, Räucherzeremonie usw.
Kiens Spezialität war der Bambus. Andere Bilder zeigen den Einfluss der strengen Malerei der Ming-Zeit. Nur wenige seiner Bilder sind erhalten geblieben, dafür gibt es viele gefälschte Werke.

## Bilder

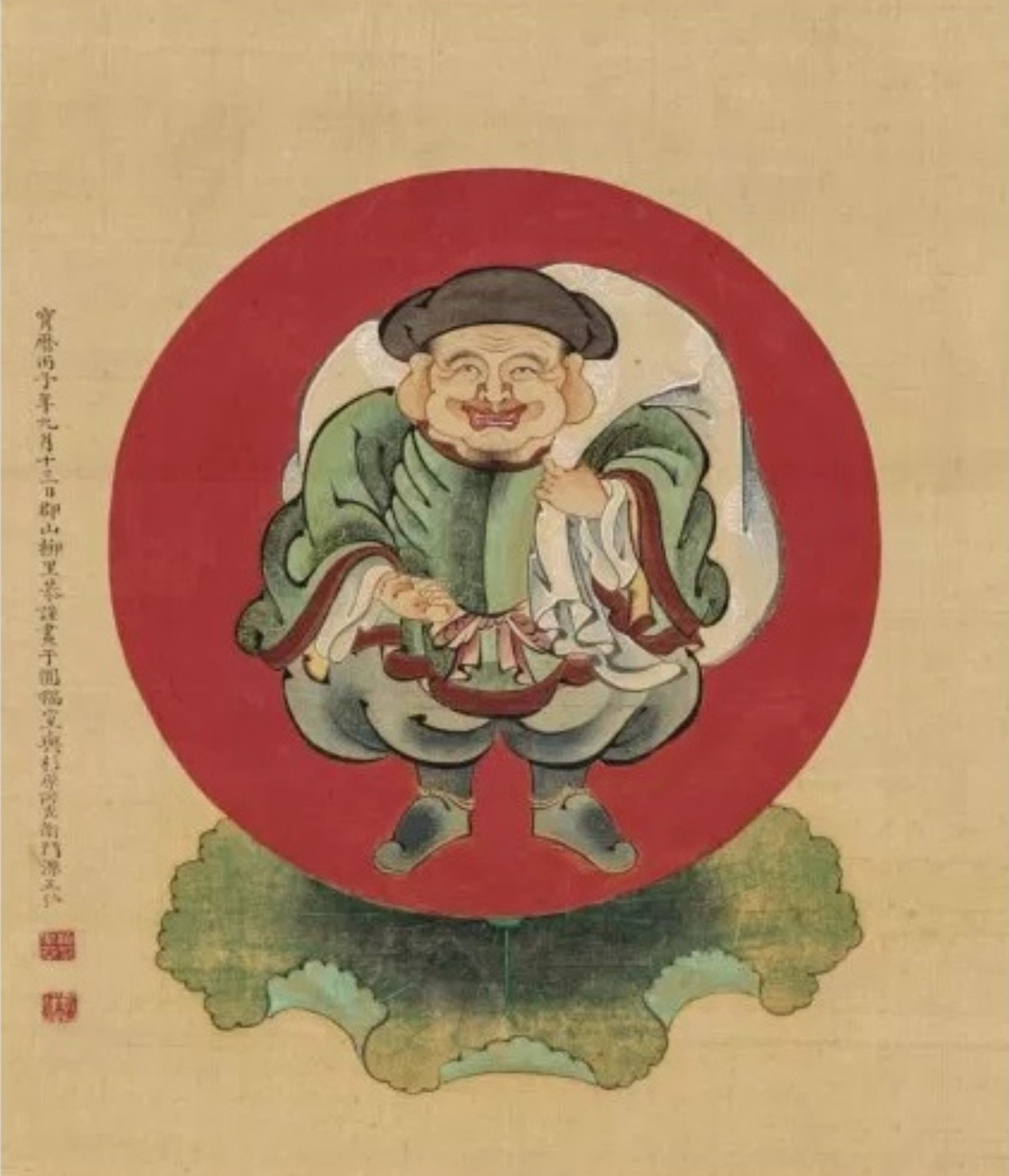
Daikoku
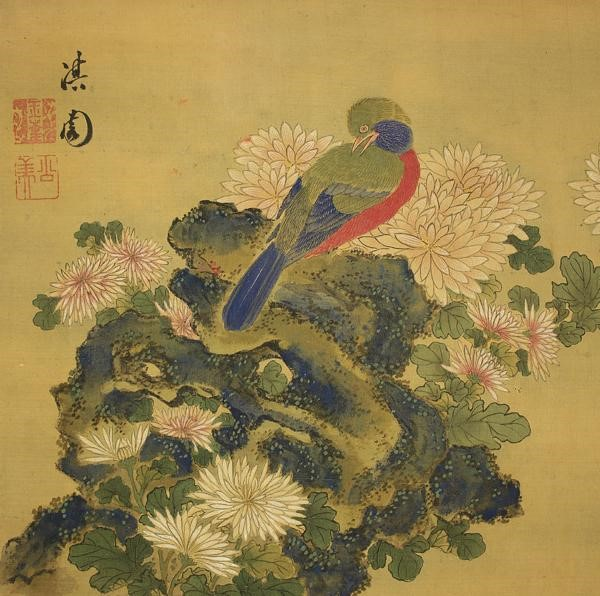
Blumen und Vögel
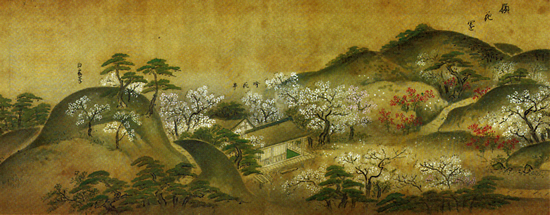
Rikugien (Ausschnitt)[A 1]